# 尼科諾里夫卡 (博布里涅茨區)
47°57′3″N 32°18′6″E / 47.95083°N 32.30167°E
尼科諾里夫卡（烏克蘭語：Никонорівка），是烏克蘭中部的村莊，隸屬基洛夫格勒州的克羅皮夫尼茨基區。該村面積0.25平方公里，海拔高度110米，2001年人口2，人口密度每平方公里69.4人。